# What You Know (Two Door Cinema Club)

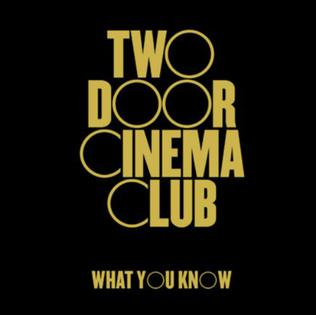

What You Know è un singolo del gruppo musicale nordirlandese Two Door Cinema Club, pubblicato nel 2010 dall'etichetta discografica V2 Records, come quarto estratto dall'album di debutto Tourist History (Deluxe Edition).

## Tracce
1. What You Know – 3:10